# 史隆長城

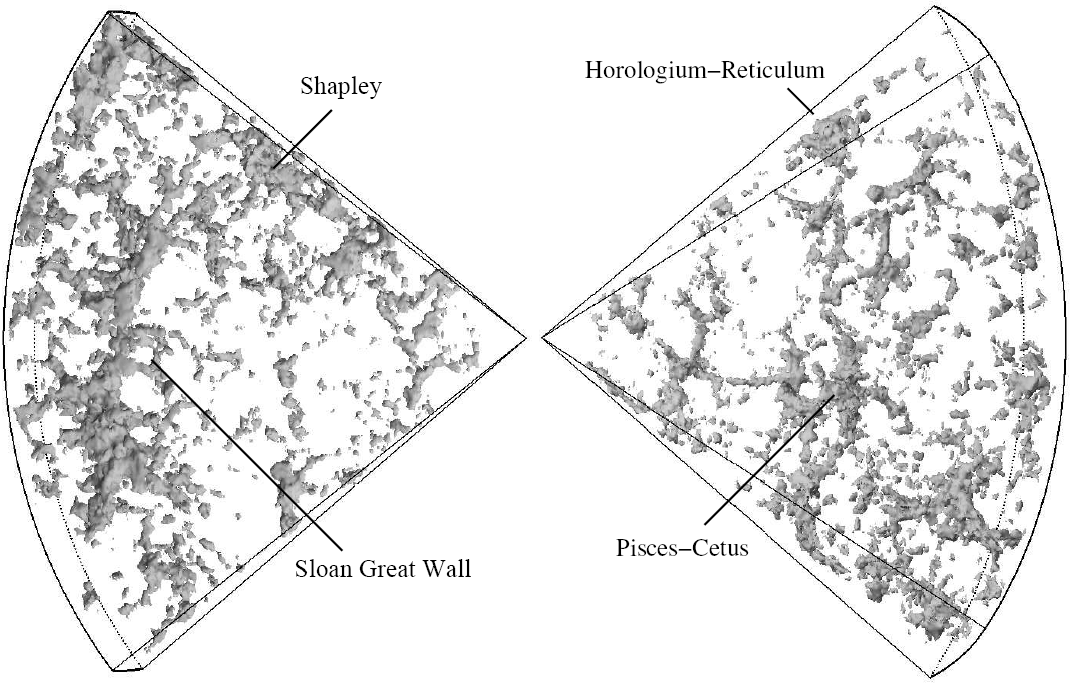
在用DTFE重新构造出史隆長城，使用2度視場星系紅移巡天的内部部分资料

史隆長城（英語：Sloan Great Wall，簡稱SGW）是由星系組成的巨牆，是目前所知宇宙中被觀察到的最巨大“非結構”。這項發現由普林斯頓大學的约翰·理查德·戈特、Mario Juric和同事們在2003年10月對外公布。依據史隆數位巡天所獲得的資料，這座巨牆的長城遠在10億光年之外，長達13.8億光年（超過8 X 1021英里）。史隆長城幾乎是於1989年發現的CfA2長城（原先記錄保持者）的三倍長。天文學家指出，在技術上“史隆長城”不是一種“結構”，因為結構中的成員通常需要由重力來維繫彼此間的關係。例如，地球因為受到太陽的重力而繞著太陽公轉，所以太陽系是一個結構。在眾多星系組成的結構中會包含有質量中心，並且也會影響星系群日後的演變。但是史隆長城只是在測量上造成的一種人為看法，所以史隆長城不能算是結構。因此2006年7月「昴」望遠鏡發現的纖維狀結構，儘管不如史隆長城巨大，卻是宇宙中最巨大的結構。